# سيدة كعك الزنجبيل (مسرحية)
سيدة كعك الزنجبيل هي مسرحية من ابداع نيل سايمون، أُعتقدت المسرحية على نطاق واسع إنها كتبت خصيصًا للممثلة مورين ستابلتون  التي فازت بجائزة توني وجائزة دراما ديسك لأدائها لكن كتب سايمون في سيرة ذاتية لاحقًا أنه كان خائفًا من أن يجرح ستابلتون بأن يجعلها تظن أن عيوب الشخصية وأضرارها يعكس شخصيتها الحقيقية بطريقة درامية، قال سايمون إنه كان اقتراح المخرج مايكل نيكولز بإعطاء الدور إلى ستابلتون ورد سايمون  "إنها ليست حقًا مورين. إنها عشر إلى عشرين ممثلات مختلفات قابلتهم عبر السنين."

## إنتاجات
دُشنت مسرحية سيدة كعك الزنجبيل في برودواي في مسرح بلايماوث في 13 ديسمبر 1970 وانتت في 29 مايو 1971، بعد 193 عرض و12 عرض مسبق، كانت من إخراج روبرت مور و تضمن طاقم التصوير مورين ستابلتون وبيتسي فون فورستينبيرق (توبي لانداو) ومايكل لومبارد (جيمي بيري) وأين رويمن (بولي مير) وتشارلز سايبرت (لو تانر)، أُثبتت المسرحية بأنها من مسرحيات نيل سايمون الأقل نجاحًا في برودواي واعتمد فريق الإنتاج أزياء من تصميم فرانك تومسون.
فازت ستابلتون جائزة التوني لأفضل ممثلة في مسرحية في عام 1971 بينما فازت رويمان بجائزة المسرح العالمي.
عُرضت المسرحية في المملكة المتحدة في مسرح ويندزور الملكي في 25 يونيو 1974 مع إيلاين ستريتش في الدور الاساسي و فيفين ميرتشانت وكيفن ليندزي وستيفن قريف وجيني كوايل في الأدوار الداعم، نُقل الإنتاج بشكل متأخر إلى مسرح فينيكس في ويست إند لندن في 23 أكتوبر بإستبدال ميرتشانت وقريف بسارة مارشل وبلاين فايرمان، عرضت المسرحية لمدة 5 شهور مثل النسخة الأصلية.
تم إعادة إحياء المسرحية من قبل مسرح مكتبة إكويتي (مدينة نيويورك) في عام 1978.

## القصة بنظرة عامة
تُعتبر القصة تغير كبير عن مسرحيات سايمون السابقة الخالية من الهموم، تصنف مسرحية سيدة كعك الزنجبيل كدراما داكنة مع كوميديا خفية بالتركيز على "إيفي ميرا"، مغنية كباريه التي دُمر مهنتها وزواجها وصحتها بسبب الكحول. 
بعد قضاء ١٠ أسابيع في منشأة إعادة تأهيل للقضاء على إدمانها، ترجع "إيفي" إلى حياتها السابقة حتى ترحب بأصدقائها ومشاكلهم، أما عن أصدقائها هم "توبي" وهي إمرأة مغرورة بشدة تخشى من فقدان جمالها، "توبي" ممثل مثلي في خطر فقدان دور في مسرحية وابنتها القلقة المراهقة وحبيب سابق عديم الأهمية، كانت جهود "إيفي" المبذولة لإقامة حفلة تنتهي بالفشل عندما تنتكس وتقع في طريق نهايته مأساوية.

## فيلم
قام سايمون بإنشاء مسرحيته كفيلم في عام 1981 بالعنوان "عندما أضحك" بتمثيل زوجته حينها مارشا ميسون في الدور الاساسي، ترشحت ميسون في جوائز الأوسكار في تصنيف أفضل ممثلة في دور اساسي.
وفقًا لسوسن فيهرينباكر كوبرينس (أستاذة مشاركة إنجليزية في جامعة داكوتا الشمالية، قراند فوركس)، الفيلم "متغير بشدة" عن المسرحية وتم تمثيل"أقل من نصف" المسرحية، مثال: أصبحت مغنية النوادي الليلية "إيفي" و"جورجيا" ممثلة مطلقة مدمنة على الكحول وتعاني من أجل محاولة بناء علاقة مع بنتها، أما "جورجيا" فهي ليست مهووسة بالجنس وتدمر نفسها مثل "إيفي". ختمت كوبرينس بأن نهاية الفيلم المتفائلة أكثر واقعية من النهاية السعيدة التقليدية في النسخة المسرحية. 

## روابط خارجية
سيدة كعك الزنجبيل  في قاعدة بيانات  برودواي على الإنترنت